# Campeonato Nacional de Basquete Masculino de 1996
O Campeonato Nacional de Basquete Masculino de 1996 (7ª edição), mais conhecido à época em que foi realizado como Campeonato Brasileiro de Basquete Masculino de 1996, foi um torneio realizado a partir de 23 de janeiro até 10 de maio de 1996 por doze equipes representando seis estados.

## Participantes
Corinthians, São Paulo/SP

 Corinthians, Santa Cruz do Sul/RS

 Flamengo, Rio de Janeiro/RJ

 Franca, Franca/SP

 Ginástico, Belo Horizonte/MG

 Guaru, Guarulhos/SP

 Joinville-ABAJ, Joinville/SC

 Liga Desportiva de Ponta Grossa, Ponta Grossa/PR

 Minas, Belo Horizonte/MG

 Mogi das Cruzes, Mogi das Cruzes/SP

 Nosso Clube, Limeira/SP

 Rio Claro, Rio Claro/SP

## Regulamento

### Fórmula de disputa
O Campeonato Nacional de Basquete Masculino foi disputado por 12 equipes em duas fases:
- Fase classificatória: As 12 equipes disputaram partidas em um sistema de turno e returno, em que enfrentaram todos os adversários em seu mando de quadra e fora dele.
- Playoffs: As oito equipes classificadas jogaram num sistema mata mata e a vencedora desses foi declarada Campeã Nacional de Basquete Masculino de 1996. É dividida em três partes: 
  - Quartas de final: Foi disputada pelas equipes que passaram da primeira fase, seguindo a lógica: (1ª x 8ª); (2ª x 7ª); (3ª x 6ª); (4ª x 5ª). Estas jogaram partidas em melhor de três (jogos), sendo um mando de campo para cada e o jogo de desempate, se houvesse, no ginásio da equipe com o melhor índice técnico da fase classificatória.
  - Semifinais: Foi disputada pelas equipes que passaram das quartas de final, seguindo a lógica: vencedor A x vencedor D e vencedor B x vencedor C. Estas jogaram partidas em melhor de cinco (jogos), sendo dois mandos de campo para cada e o jogo de desempate, se houvesse, no ginásio da equipe com o melhor índice técnico da fase classificatória.
  - Final: Foi disputada entre as duas equipes vencedoras das semifinais, em melhor de cinco (jogos), sendo dois mandos de campo para cada e o jogo de desempate, se houvesse, no ginásio da equipe com o melhor índice técnico da fase classificatória. A equipe vencedora foi declarada campeã da competição.

### Critérios de desempate
1º: Confronto direto

2º: Saldo de cestas dos jogos entre as equipes

3º: Melhor cesta average (se o empate foi entre duas equipes)

4º: Sorteio

### Pontuação
Vitória: 2 pontos

Derrota: 1 ponto

Não comparecimento: 0 pontos

## Classificação
| 1  | Corinthians/Amway                | 39 | 22 | 17 | 5  | 2235 | 2064 | 1,08285 |
| 2  | Rio Claro/Vaporetto              | 38 | 22 | 16 | 6  | 2235 | 2055 | 1,08759 |
| 3  | Corinthians/Pony                 | 37 | 22 | 15 | 7  | 2180 | 2013 | 1,08296 |
| 4  | Franca/Cosesp                    | 36 | 22 | 14 | 8  | 2230 | 2123 | 1,05040 |
| 5  | Flamengo/Petrobras               | 35 | 22 | 13 | 9  | 2053 | 2001 | 1,02599 |
| 6  | Mogi/Report                      | 34 | 22 | 12 | 10 | 2396 | 2215 | 1,08172 |
| 7  | Guaru                            | 33 | 22 | 11 | 11 | 2188 | 2123 | 1,03062 |
| 8  | Nosso Clube/Cosesp               | 33 | 22 | 11 | 11 | 2165 | 2208 | 0,98053 |
| 9  | Ginástico                        | 32 | 22 | 10 | 12 | 1869 | 1917 | 0,97496 |
| 10 | Minas/Sollo                      | 30 | 22 | 8  | 14 | 2112 | 2221 | 0,95092 |
| 11 | Joinville-ABAJ                   | 27 | 22 | 5  | 17 | 1973 | 2165 | 0,91132 |
| 12 | L.D. Ponta Grossa/Casa dos Pneus | 22 | 22 | 0  | 22 | 1785 | 2316 | 0,77073 |

|  |                                           |
|  | Zona de classificação às quartas de final |

## Fase final
|  | Quartas de final | Quartas de final   | Quartas de final    | Quartas de final | Quartas de final | Quartas de final | Quartas de final  | Quartas de final |                  |                     | Semifinal | Semifinal | Semifinal | Semifinal | Semifinal | Semifinal | Semifinal | Semifinal |  |  | Final | Final             | Final | Final | Final | Final | Final | Final |
|  |                  |                    |                     |                  |                  |                  |                   |                  |                  |                     |           |           |           |           |           |           |           |           |  |  |       |                   |       |       |       |       |       |       |
|  | 1                | Corinthians/Amway  | 116                 | 115              |                  |                  |                   | 2                |                  |                     |           |           |           |           |           |           |           |           |  |  |       |                   |       |       |       |       |       |       |
|  | 8                | Nosso Clube/Cosesp | 113                 | 97               |                  |                  |                   | 0                |                  |                     |           |           |           |           |           |           |           |           |  |  |       |                   |       |       |       |       |       |       |
|  | 8                | Nosso Clube/Cosesp | 113                 | 97               |                  | 1                | Corinthians/Amway | 0                | 102              | 111                 | 109       | 128       |           | 3         |           |           |           |           |  |  |       |                   |       |       |       |       |       |       |
|  |                  |                    |                     |                  |                  |                  |                   |                  | 102              | 111                 | 109       | 128       |           | 3         |           |           |           |           |  |  |       |                   |       |       |       |       |       |       |
|  |                  | 4                  | Franca/Cosesp       | 103              | 104              | 100              | 116               |                  | 1                |                     |           |           |           |           |           |           |           |           |  |  |       |                   |       |       |       |       |       |       |
|  | 4                | 4                  | Franca/Cosesp       | 103              | 104              | 100              | 116               | Franca/Cosesp    | 1                | 90                  | 106       | 111       |           |           | 2         |           |           |           |  |  |       |                   |       |       |       |       |       |       |
|  | 4                |                    |                     |                  |                  |                  |                   | Franca/Cosesp    |                  | 90                  | 106       | 111       |           |           | 2         |           |           |           |  |  |       |                   |       |       |       |       |       |       |
|  | 5                | Flamengo/Petrobras | 91                  | 97               | 106              |                  |                   | 1                |                  |                     |           |           |           |           |           |           |           |           |  |  |       |                   |       |       |       |       |       |       |
|  |                  |                    |                     |                  |                  |                  |                   |                  |                  |                     |           |           |           |           |           |           |           |           |  |  | 1     | Corinthians/Amway | 89    | 106   | 115   | 101   |       | 3     |
|  |                  |                    | 3                   | Corinthians/Pony | 102              | 104              | 111               | 96               |                  | 1                   |           |           |           |           |           |           |           |           |  |  |       |                   |       |       |       |       |       |       |
|  | 3                | Corinthians/Pony   | 111                 | 100              | 121              |                  |                   | 2                |                  |                     |           |           |           |           |           |           |           |           |  |  |       |                   |       |       |       |       |       |       |
|  | 6                | Mogi/Report        | 120                 | 83               | 103              |                  |                   | 1                |                  |                     |           |           |           |           |           |           |           |           |  |  |       |                   |       |       |       |       |       |       |
|  | 6                | Mogi/Report        | 120                 | 83               | 103              |                  | 3                 | 1                | Corinthians/Pony | 102                 | 86        | 93        | 101       | 87        | 3         |           |           |           |  |  |       |                   |       |       |       |       |       |       |
|  |                  |                    |                     |                  |                  |                  |                   |                  | Corinthians/Pony | 102                 | 86        | 93        | 101       | 87        | 3         |           |           |           |  |  |       |                   |       |       |       |       |       |       |
|  |                  | 2                  | Rio Claro/Vaporetto | 82               | 83               | 94               | 111               | 81               | 2                |                     |           |           |           |           |           |           |           |           |  |  |       |                   |       |       |       |       |       |       |
|  | 2                | 2                  | Rio Claro/Vaporetto | 82               | 83               | 94               | 111               | 81               | 2                | Rio Claro/Vaporetto | 90        | 117       | 114       |           |           | 2         |           |           |  |  |       |                   |       |       |       |       |       |       |
|  | 2                |                    |                     |                  |                  |                  |                   |                  |                  | Rio Claro/Vaporetto | 90        | 117       | 114       |           |           | 2         |           |           |  |  |       |                   |       |       |       |       |       |       |
|  | 7                | A.A. Guaru         | 101                 | 101              | 97               |                  |                   | 1                |                  |                     |           |           |           |           |           |           |           |           |  |  |       |                   |       |       |       |       |       |       |

## Finais

### Primeiro jogo
| 3 de maio 21:00 |                                            | Corinthians/Pony | 102–89                                             | Corinthians/Amway |  | Santa Cruz do Sul |  |
| 3 de maio 21:00 | Pts: Brown 25 Rbts: Josuel 9 Asts: Alvin 2 |                  | Pts: Oscar 39 Rbts: McIver 9 Asts: Oscar/Minucci 1 |                   |  | Santa Cruz do Sul |  |

### Segundo jogo
| 5 de maio 19:30 |                                            | Corinthians/Pony | 104–106                                            | Corinthians/Amway |  | Santa Cruz do Sul |  |
| 5 de maio 19:30 | Pts: Alvin 23 Rbts: Pipoka 8 Asts: Brown 2 |                  | Pts: Oscar 36 Rbts: McIver/Mingão 6 Asts: Carter 1 |                   |  | Santa Cruz do Sul |  |

### Terceiro jogo
| 7 de maio 20:35 |                                              | Corinthians/Amway | 115–111                                                   | Corinthians/Pony |  | São Paulo |  |
| 7 de maio 20:35 | Pts: Oscar 31 Rbts: McIver 9 Asts: Minucci 5 |                   | Pts: Alvin/Brown 25 Rbts: Josuel 11 Asts: Batista/Brown 2 |                  |  | São Paulo |  |

### Quarto jogo
| 10 de maio 21:10 |                                                    | Corinthians/Amway | 101–96                                       | Corinthians/Pony |  | São Paulo |  |
| 10 de maio 21:10 | Pts: Oscar 30 Rbts: McIver/Mingão 7 Asts: Carter 4 |                   | Pts: Josuel 24 Rbts: Josuel 11 Asts: Alvin 3 |                  |  | São Paulo |  |

0
| Campeonato Nacional de Basquete Masculino 1996   |
| ------------------------------------------------ |
| Corinthians/Amway Campeão (4° título Brasileiro) |